# Принс оф Уелс (линеен кораб, 1939)
Принс оф Уелс (на английски: HMS Prince of Wales (53)) е британски линеен кораб от типа „Кинг Джордж V“. Става втори кораб в тази серия. Построен е в корабостроителницата на кампанията „Кемъл Лерд“ в Бъркенхед, Англия. „Уелският принц“ влиза в строй през януари 1941 г. и за непродължителната си служба успява да вземе участие в няколко от морските операции на Втората световна война: сражението с германския линкор „Бисмарк“, съпровождане на конвои към Малта, а също и в Куантанската битка, в хода на която, на 10 декември 1941 г., „Принс оф Уелс“ е потопен от японската авиация.

## История на службата
Заложен е на 1 януари 1937 г. от компанията „Кемъл Лерд“ (на английски: Cammell Laird) в Бъркенхед (на английски: Birkenhead). Спуснат е на вода на 3 май 1939 г., в строй влиза на 31 март 1941 г.

### Боя в Датския пролив
Вече на 22 май 1941 г. „Принс оф Уелс“ излиза в морето за прихващането на германския линкор „Бисмарк“. В състава на съединението също влиза линейният крайцер „Худ“. Сутринта на 24 май, плавайки зад „Худ“, линкора влиза в бой с немското съединение, състоящо се от линкора „Бисмарк“ и тежкия крайцер „Принц Ойген“. След бързата гибел на „Худ“ „Принс оф Уелс“ води боя сам. В линкора попадат 7 вражески снаряда – 3 калибър 380 мм и 4 – калибър 203 мм. Британският линкор не получава сериозни повреди, макар един от снарядите на „Бисмарк“ да пробива проходно слабо бронираната бойна рубка на кораба и да излети от нея без да детонира, но успява да извади от строя всички намиращи се там хора. Поради технически неизправности излизат от строя отначало едно оръдие в носовата кула, а след това и цялата носова кула, силно заливана от водата, а след това и кърмовата кула на ГК. В резултат на това линкора остава само с една действаща кула на ГК, и неговият командир предпочита да отстъпи. На свой ред, „Принс оф Уелс“ има три попадания с 356-мм снаряди в „Бисмарк“. Сериозни повреди следствие на това също няма, обаче един от снарядите пробива носовата цистерна за гориво, и това принуждава немците да прекратят рейдерската операция и да отстъпят към Брест.
| „                            | „Принс оф Уелс“ е прекалено нов кораб, поради което и пострадва. Обаче още в своя пръв кратък бой той нанася на своя противник чувствителни повреди. Изтормозените артилеристи, сражаващи се повече със своите оръдия, отколкото с немците, не подозират, че решават изхода не само на това сражение, а на цялата битка. | “ |
| Смит П. Закат владыки морей. | |   |

След ремонта, в периода май – юли 1941 г., линкора се връща в строй и през август 1941 г. доставя британския премиер-министър Уинстън Чърчил в Нюфаундленд за срещата му с президента на САЩ Франклин Делано Рузвелт. През есента на 1941 г. „Принс оф Уелс“ за малко е включен в състава на Съединение H, след което се връща в състава на Флота на метрополията. Впоследствие „Принс оф Уелс“ е включен в състава на Изсточния флот и на 25 октомври се насочва за Далечния Изток. На 28 ноември линкора се съединява в Коломбо с линейния крайцер „Рипалс“. На 2 декември 1941 г. двата кораба пристигат в Сингапур. Заедно с придадените им разрушители те започват да се наричат Съединение Z.

### Последен бой
След засичане от авиоразузнаването на японски войскови конвой, адмирал Томас Филипс взема решение да прихване японците и на 8 декември 1941 г. извежда своите кораби в морето. Сутринта на 10 декември 1941 г. британските кораби са атакувани от японските бомбардировачи-торпедоносци G3M и G4M (всичко 73 машини), които провеждат 6 последователни атаки над „Принс оф Уелс“ и „Рипалс“. Вече в хода на втората атака „Принс оф Уелс“ получава, по мнение на британците, 2 торпедни попадения в левия борд, макар обследването на потъналия кораб през 2007 г. показва наличието само на една пробойна по левия борд. Последствията от това попадение са катастрофални. Взрива на торпедото разрушава кронщейна на левия вал, в резултат на което въртящият се вал губи центровка и буквално изкормва шахтата на вала. Водата започва бързо да постъпва вътре. Почти всички помещения по продължение на борда се оказват наводнени, кораба се лишава от повечето си електроенергия. Поради това механизираните установки на универсалния и зенитния калибри се оказват без захранване и не могат да водят огън, стрелбата по противника се води само със 7 единични установки „Ерликон“ и 1 единична установка „Бофорс“, които са с ръчно задвижване. Възможно, още по-сериозният проблем е, че кораба се лишава от управление. В резултат на четвъртата атака линкора получава, според свидетелства на очевидци, четири попадения на торпеда в десния борд (обследването през 2007 г. показва наличие само на три пробойни). Хода намалява до 5 – 7 възела. В хода на шестата атака японците имат 1 попадение с 250-кг бомба. Час и половина след началото на атаката „Принс оф Уелс“ се преобръща и потъва. Заедно с кораба загиват 513 британски моряка, включая адмирал Филипс.
| „                                                                            | От британска гледна точка, потопяването на „Принс оф Уелс“ и „Рипалс“ има незабавни и тежки последствия. Моралното състояние на защитниците на Малая и Сингапур е разрушено. Съдбата на всички наши владения в Югоизточна Азия е предрешена. Рядко поражение по море да има такива тежки последствия. | “ |
| Роскилл. С.У. Флаг Святого Георгия. Английский флот во Второй мировой войне. | |   |

## Останки
Потъналият линкор лежи на дълбочина 68 метра в точката с координати 3°33′36″ с. ш. 104°28′42″ и. д. / 3.56° с. ш. 104.478333° и. д.. Обломките на кораба, през май 2007 г., са детайлно изучени от водолази в хода на експедицията „JOB 74“. Кораба лежи на дъното с кила нагоре.
Макар още през 2002 г. останките на линкора „Принс оф Уелс“ (заедно с останките на линейния крайцер „Рипалс“), съгласно решение на британските власти, да получават статуса на братска могила, примерно от 2012 г. те са подложени на разоряване от страна на нелегални търсачи на скрап. Последните, с цел разрушаването на лежащите на дъното корпуси на британските кораби, използват и взривни вещества. Възползвайки се от относително неголямата дълбочина, удобното (от гледна точка достъпност) местоположение, отсъствието на надзор и фактическата невъзможност за действително наказание за подобни действия спрямо братските могили (съгласно малайзийските закони за такива действия е предвидена само парична глоба), нелегалните търсачи на метал нанасят на лежащите на дъното останки на британските военни кораби значителен ущърб („Рипалс“, в частност, е напълно лишен от гребните си винтове). Освен това, незаконно извадените от потъналите кораби артефакти попадат на аукциони.
През 2002 г. британски гмуркачи, с разрешение на правителството на Великобритания, изваждат корабната камбана на потъналия линкор (камбаната понастоящем е експонат на Националния Музей на Кралския Флот (Портсмът).